# Allenovo pravilo
Allenovo pravilo je biološko pravilo. Navaja, da imajo živali iz hladnejšega podnebja običajno krajše ude, kot živali iz toplejšega podnebja.

## Teorija
Živali v hladnem podnebju morajo ohraniti čim več energije, kot je le mogoče. Razmerje med nizko površino in količino pripomore k ohranjanju toplote. Živali v toplem podnebju, se hitro pregrejejo, če imajo nizko površino v razmerju do prostornine. Na kratko, to pomeni, da je razmerje med površino telesa na telesno maso. Vendar pa eskimi imajo nižji prag in zato ohranijo telesno toploto.

## Mehanizem
Rast hrustanca je delno odvisna od temperature. Raziskovalci na Pennsylvania State University so pokazale, da lahko temperature neposredno vplivajo na rast hrustanca, ki zagotavlja biološko razlago za to pravilo. To je bil preprost poskus. Zbrali so miši, jih postavili na 7º, 21º in 27º Celzija ter jim nato izmerili njihov rep in ušesa. Ugotovili so, da so bistveno krajše pri miših postavljenih v hladnem prostoru, v primerjavi pri miših postavljenih v toplejši prostor, čeprav je bila njihova telesna teža enaka. Odkrili so, da miši postavljene v hledem prostoru imajo manj pretoka krvi v okončinah. Ugotovili so tudi, da je večja rast hrustanca pri miših, ki rastejo v hladnejših temperaturah.

## Primeri v živalskem kraljestvu
Primer tega pravila med sesalci polarnega medveda (Ursus maritimus); te vrste imajo čokate okončine in zelo kratka ušesa. Udi so predvidljivi v razmerju površine na telesno maso, medtem ko zunanje uho odraža potrebo po zmanjšanju toplotne površine sevanih elementov.

## Eskimi in Maasai
Maasai živijo predvsem v Keniji in Severni Tanzaniji. Ekvatorske temperature v tem okolju pomenijo, da je izguba toplote zelo koristna. 

## Drugi dejavniki
Izpostavljenost zunanje površine je le eden od mnogih mehanizmov, s katerimi se živali zadržijo telesno toploto. Naslednji mehanizmi so tudi pomembni: potenje, drgetanje, barva kože, vedenje (npr. zbirajo izolacijo ko je mraz in se gibljejo v senci, ko je vroče)